# Jingpo
Jingpo (též kačin) je jazyk národa Kačjinů, který obývá oblast Kačjinské pahorkatiny na severu Myanmaru, v čínské provincii Jün-nan a také v přilehlých oblastech severovýchodní Indie. Odhady počtu mluvčích se liší, jazykem pravděpodobně mluví něco přes 600 tisíc lidí. Kačjinové se dělí na celou řadu kmenů, z nichž každá mluví specifickým dialektem. Hlavních dialektů jazyka jingpo je 16.
Jazyk jingpo se řadí pod sinotibetské jazyky, v rámci kterých se řadí do podskupiny tibetobarmských jazyků a salských jazyků. Zapisuje se latinkou, v menší míře také barmským písmem.

## Ukázka jazyka
Otčenáš v jingpo:
| „ | Dai rai nna, nanhte go ning ngu akyu hpyi mu, Sumsing lamu na anhte a Wa e, Na a amying nsang chyoi pra nga lit ga; Na a mungdan du wa ruga; Lamu tang hta, na a myit dik nga ai hte maren, ga ntsa e mung, dik lit ga lo; Anhte hta ra ai lusha, dai ni anhte hpe jo mi; Masha ni anhte hpe shut ai mara, anhte ro kau ya ai zon, anhte a mara hpe mung ro kau ya mi; Agung alau nga ai de, anhte hpe n sa shangun ai sha, N kaja ai lam hta na, sho la mi lo. | “ |

Český překlad:
| „ | Otče náš, jenž jsi na nebesích, posvěť se jméno tvé. Přijď království tvé. Buď vůle tvá jako v nebi tak i na zemi. Chléb náš vezdejší dej nám dnes. A odpusť nám naše viny, jako i my odpouštíme našim viníkům. A neuveď nás v pokušení, ale zbav nás od zlého. | “ |